# Un homme ordinaire
Un homme ordinaire est une mini-série française en quatre épisodes de 52 minutes, créée par Pierre Aknine et Anne Badel, diffusée entre le 15 septembre et le 22 septembre 2020 sur M6.

## Synopsis
Cette série est librement inspirée de l'affaire Dupont de Ligonnès, le meurtre non élucidé à Nantes, en 2011, de plusieurs membres de la famille Dupont de Ligonnès, dont un membre, Xavier Dupont de Ligonnès (XDDL), qui ne figure pas au nombre des victimes et qui est introuvable, est soupçonné du meurtre.
Elle combine donc réalité et fiction. Un soir, Christophe de Salin percute Anna-Rose Gagnières, une spécialiste en cybersécurité. Quelques semaines plus tard, celle-ci apprend que la famille Salin a été retrouvée enterrée et que seul le père, Christophe, manque à l'appel. Ainsi, elle se lance à sa recherche, notamment en créant un groupe Facebook. En parallèle, la série évoque des détails réels de la cavale de XDDL, et imagine sa vie d'après.

## Distribution
Sauf indication contraire, les informations mentionnées dans cette section peuvent être confirmées par les bases de données cinématographiques IMDb et Allociné,  présentes dans la section « Liens externes ».
Famille de Salin
- Arnaud Ducret : Christophe de Salin (Xavier Dupont de Ligonnès)
  - Enzo Ingignoli : Christophe de Salin, enfant (épisode 2)
- Chloé Lambert : Sophie de Salin (Agnès Dupont de Ligonnès)
- Tobias Nuytten-Vialle : Étienne de Salin
- Matthieu Lucci : Antoine de Salin
- Lucy Ryan : Lucie de Salin
- Noé Duplaa : Clément de Salin
- Hélène Viviès : Isabelle de Salin (épisodes 2-3)
  - Nour Chergui : Isabelle de Salin, enfant (épisode 2)
- Nicolas Fine : Victor de Salin (épisode 2)

Autre
- Émilie Dequenne : Anna-Rose Gagnières
- Quentin Faure : Simon
- Sophie Quinton : la capitaine Perol
- Olivier Loustau : le capitaine Dantec
- Pierre Duprat : le lieutenant Larzule
- Nacima Bekhtaoui : le lieutenant Dupin
- Jacques Chambon : le commandant Bourseiller (épisodes 1-2-3)
- Éric Verdin : Marc (épisode 1)
- Stéphane Balmino : Philippe Tchikanavorian (épisode 2)
- Mathilde Hennekinne : Laurence (épisode 1)
- Véronique Frumy : Marguerite (épisode 2)
- Pasquale D'Inca : l'instructeur du stand de tir (épisode 1)
- Tatiana Vialle : l'amie de Sophie sur Skype (épisode 1)
- Lise Chevalier : la journaliste (épisode 1)
- Thomas Poulard : Claude Bourdet (épisodes 1 et 3)
- Magali Bonat : la femme témoin (épisode 1)
- Keith Farquhar : Gilles Gardal (épisode 2)
- Alain Blazquez : le directeur de l'hôtel (épisode 1)
- Geoffrey Carey : l'avocat américain (épisode 2)
- Fabienne Babe : actrice (épisodes 1-2)
- Marianne Pommier : la pharmacienne (épisode 2)
- Etienne Diallo : le régisseur du foyer étudiant (épisode 2)
- Pierre Desmaret : le prêtre de l'abbaye cistercienne (épisode 2)
- Gilles Chabrier : le prêtre de la famille de Salin (épisode 2)
- Nathalie Boutefeu (épisode 2)
- Louis Vidal : Abigail (épisode 4)
- Nicolas Pignon : Père Rémi (épisodes 3-4)
- Brigitte Boucher : Charline (épisode 4)
- Frédérique Auger : Directrice des Glycines (épisode 4)
- Chloé Renaud : Gérante de l'auberge de Cassagne (épisode 3)
- Marine Reed-Brissonnet : Secrétaire des Glycines (épisode 4)
- Hélène Rencurel : Claire (épisode 4)
- Florence Muller : Solange Vargas (épisode 3)
- Julie Bertin : Clotilde (épisode 4)

Principaux acteurs de la série
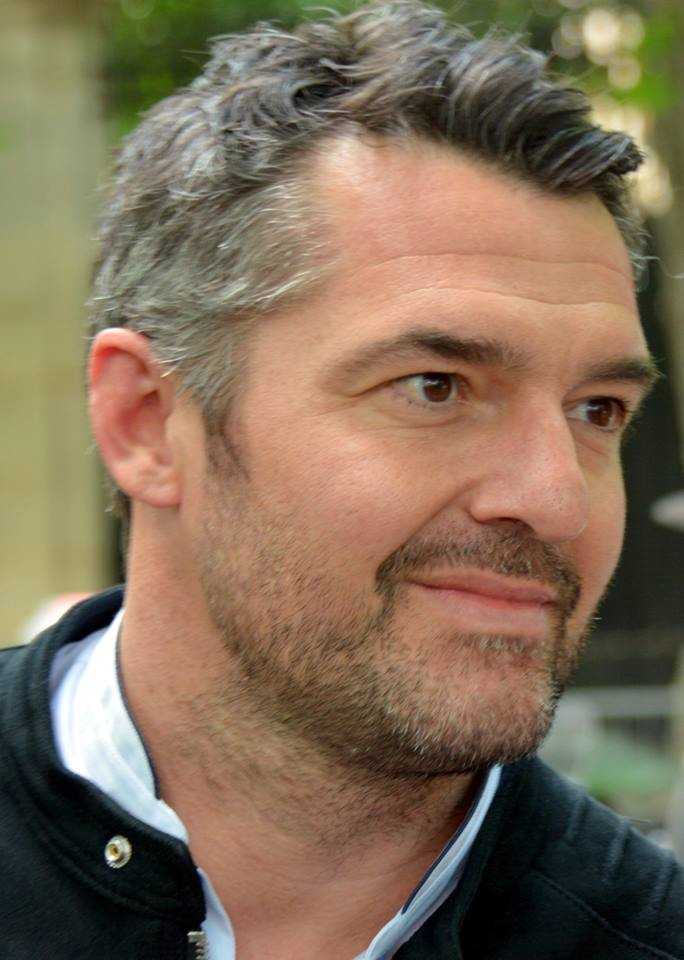
Arnaud Ducret
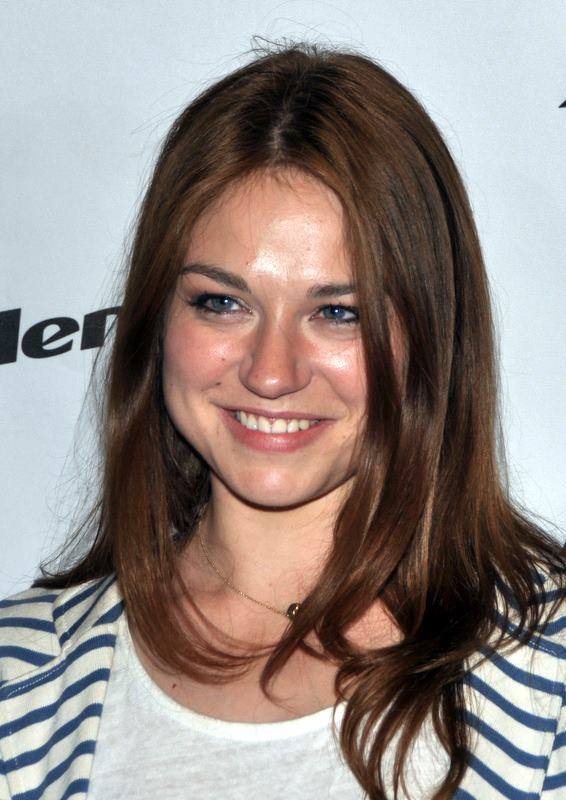
Émilie Dequenne
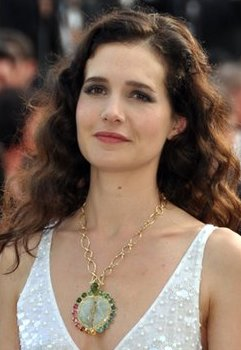
Chloé Lambert
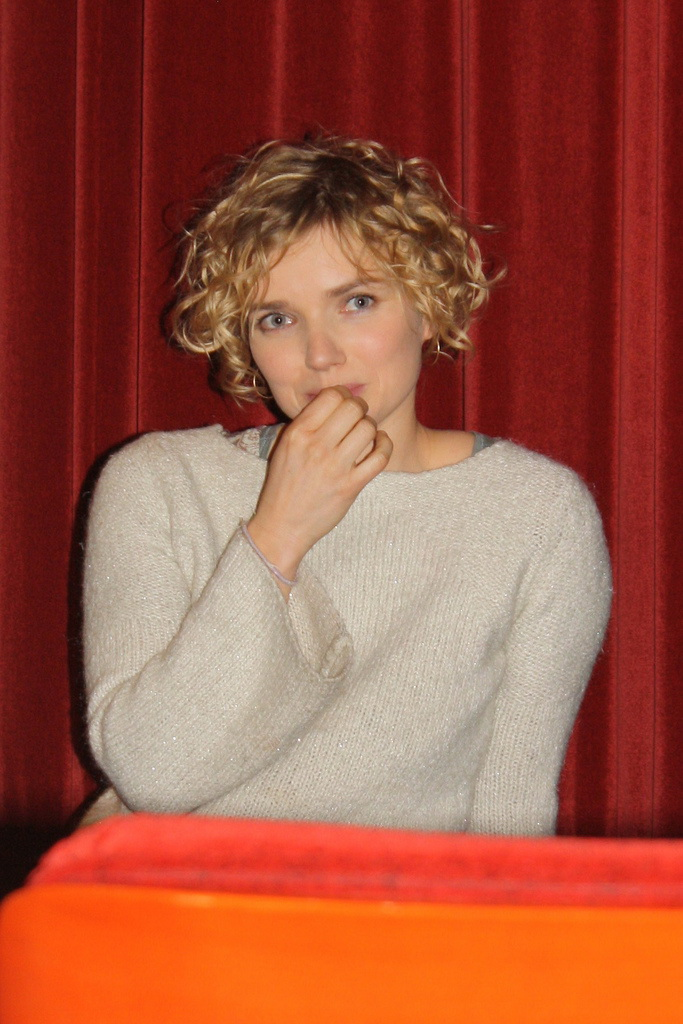
Sophie Quinton

## Production

### Tournage
Le tournage a lieu à Lyon, précisément au quartier de la Croix-Rousse et au parc de la Tête d'or en fin mars 2019.
Les scènes canadiennes sont filmées au lac du Bourget et ses alentours

### Fiche technique
Sauf indication contraire, les informations mentionnées dans cette section peuvent être confirmées par les bases de données cinématographiques IMDb et Allociné,  présentes dans la section « Liens externes ».
- Titre original : Un homme ordinaire
- Réalisation : Pierre Aknine
- Création et scénario : Pierre Aknine et Anne Badel
- Musique : Tim Aknine et David Enfrein
- Décors : Mathieu Menut[5]
- Photographie : Christian Abomnes
- Son : Madone[5]
- Montage : Guillaume Houssais[5]
- Production : Sarah Aknine et Arnaud Figaret
- Société de production : Capa Drama
- Pays d'origine :  France
- Langue originale : français
- Format : couleur
- Genre : drame
- Durée : 4 x 52 minutes
- Date de première diffusion : France : 15 septembre 2020 sur M6
- Public : Déconseillé aux moins de 10 ans

## Accueil

### Audiences et diffusion en France
En France, la mini-série de quatre épisodes est diffusée les mardis 15 septembre (pour les deux premiers) et 22 septembre 2020 (pour les deux suivants),. Un épisode dure environ 52 min (publicités incluses), soit une diffusion de 21 h 5 à 22 h 0, et de 22 h 0 à 22 h 55.
| Épisode | Diffusion               | Diffusion     | Audience moyenne          | Audience moyenne                       | Classement des audiences | Réf.  |
| Épisode | Jour                    | Horaire       | Nombre de téléspectateurs | Part de marché (sur les 4 ans et plus) | Classement des audiences | Réf.  |
| ------- | ----------------------- | ------------- | ------------------------- | -------------------------------------- | ------------------------ | ----- |
| 1       | Mardi 15 septembre 2020 | 21:05 - 22:00 | 2 576 000                 | 11,4 %                                 | 2e                       | [ 7 ] |
| 2       | Mardi 15 septembre 2020 | 22:00 - 22:55 | 2 576 000                 | 11,4 %                                 | 2e                       | [ 7 ] |
| 3       | Mardi 22 septembre 2020 | 21:05 - 22:00 | 1 673 000                 | 7,5 %                                  | 4e                       | [ 8 ] |
| 4       | Mardi 22 septembre 2020 | 22:00 - 22:55 | 1 673 000                 | 7,5 %                                  | 4e                       | [ 8 ] |

Légende :
- plus hauts scores d'audiences
- plus bas scores d'audiences

### Critiques

#### Presse
La série reçoit un accueil mitigé de la presse.
Pour PureMédias, la mini-série « n'est ni une réussite totale, ni un fiasco, mais qui a pour principal défaut de laisser le téléspectateur dans un flou artistique ». En effet, le site dénonce un « épisode final [qui] prend une direction inattendue, pour ne pas dire risquée, qui est malheureusement trop capillotractée pour convaincre ». En parallèle, il souligne une très bonne documentation, avec de nombreux détails intégrés ; et le fait que la personnalité de Xavier Dupont de Ligonnès (Christophe de Salin dans la série) soit bien restituée. Cependant, au fil des épisodes, « l'intrigue semble vouloir se focaliser davantage sur Anna-Rose », et « l'interprétation des comédiens [excepté Arnaud Ducret] est inégale ». Enfin, le site souligne que « certains scènes manquent de crédibilité comme celles, nombreuses, montrant Anna-Rose piratant avec une facilité déconcertante les sites les plus sécurisés ».
Ouest-France titre quant à lui : « Un homme ordinaire, une série médiocre sur l’affaire Ligonnès ». Le quotidien détaille dans son article : « Une réalisation plan-plan, des personnages creux, des situations assez attendues : la mini-série s’avère décevante. Si Arnaud Ducret s’en sort bien (du point de vue du jeu), c’est moins le cas d’Émilie Dequenne, tellement meilleure habituellement ».